# Кривошея Сергій Анатолійович
Сергій Кривошея (зустрічається також написання Кривошей, англ. Krivoshey) (*23 травня 1971, Житомир, УРСР) — український шахіст, гросмейстер (2006), шаховий наставник.
 Чемпіон України із шахів 1995 року, Його рейтинг станом на лютий 2016 року — 2469 (1320-е місце у світі, 81-е — в Україні).
Найсильніший гравець сьоґі в Україні станом на 2018 рік.

## Шахова кар'єра
Грає в шахи з 6 років, вихованець місцевої шахової школи тренера М. Е. Тросмана.
Перші відомості про турнірні виступи стосуються чемпіонатів України: посів третє місце у чемпіонаті 1994 року. Наступного року в Дніпропетровську став чемпіоном України. Дебютував у міжнародних змаганнях на турнірі Moscow open (1994). Виступав на багатьох турнірах Європи та СНД. Найкращі результати показав у турнірах в Бухаресті та Оберваті (2000), здобувши відповідно 1 і 3 місця серед шахістів з рейтингом вище 2600. Також перемагав у Кошаліні, (1-3 місця) та в Фрідек-Містек(1-й, обидва турніри 1998). У 1999 був призером у Туркхеймі («бронза») та в Мінську (2-12 місце).
В 2000 виграв три бліцтурнири: Леутерсдорф та двічі Арко. У 2001 «золото» в Унтергромбаху (також блискавичні шахи).
Як командний гравець із АВТО-ЗАЗ посів 5-те місце в Українській першості 1995, виступив за обласну збірну на Всеукраїнських іграх 2003. Легіонер німецького клубу Андернах.
До сьогодні залишається найсильнішим гравцем Житомирщини. Довідка на сайті Житомирської обласної федерації шахів характеризує Кривошею як шахіста сильної позиційної гри, одним з його улюблених дебютів є скандинавський захист.

### Результати виступів у чемпіонатах України
Сергій Кривошея зіграв у 6 фінальних турнірах чемпіонатів України, набравши при цьому 40 очок із 56 можливих (+30-6=20).
| Рік  | Місто           | Турнір                 | + | − | = | Результат | Місце  |
| ---- | --------------- | ---------------------- | - | - | - | --------- | ------ |
| 1994 | Алушта          | 63-й чемпіонат України | 5 | 0 | 4 | 7 з 9     | — 6    |
| 1995 | Дніпропетровськ | 64-й чемпіонат України | 5 | 0 | 4 | 7 з 9     | Gold   |
| 1996 | Ялта            | 65-й чемпіонат України | 6 | 2 | 3 | 7½ з 11   | 5 — 12 |
| 1999 | Алушта          | 68-й чемпіонат України | 5 | 2 | 2 | 6 з 9     | 7      |
| 2000 | Севастополь     | 69-й чемпіонат України | 5 | 1 | 3 | 6½ з 9    | 5 — 11 |
| 2003 | Сімферополь     | 72-й чемпіонат України | 4 | 1 | 4 | 6 з 9     | 14     |

## Сьоґі
В сьоґі Сергій грає з липня 2013 року. Турнірні результати:
- 2013: Чемпіон 5-го Кубка посла Японії по сьоґі в Москві.
- 2014: Срібний призер Moscow Shogi Open.
- 2014: Срібний призер Кубка Японського дому по сьоґі.
- 2014: Чемпіон Кубка Посла Японії в Росії по сьоґі (Москва).
- 2015: Бронзовий призер 2-го Кубка Японського дому в Москві
- 2016: Срібний призер Moscow Shogi Open.

Розряди:
- 2013: 1 дан ФЄСА.
- 2014: 2 дан
- 2015: 3 дан[4].

На 1 січня 2014 року посіда 6-е місце в європейському ФЄСА-листку.
На 1 липня 2016 року — перший за рейтингом сьоґіст України.
На 28 листопада 2018 року Сергій за рейтингом ЕЛО (2098) знаходиться на 28 місці у світі, 11 місці у Європі і на першому в Україні.